# Bessey Tool
Die Bessey Tool GmbH & Co. KG ist ein Hersteller von Schraubzwingen und Blechscheren. Der Firmensitz befindet sich in Bietigheim-Bissingen. Bessey Tool ist ein inhabergeführtes Familienunternehmen. Das Produktspektrum umfasst etwa 1.600 Produkte und Produktvarianten.

## Geschichte

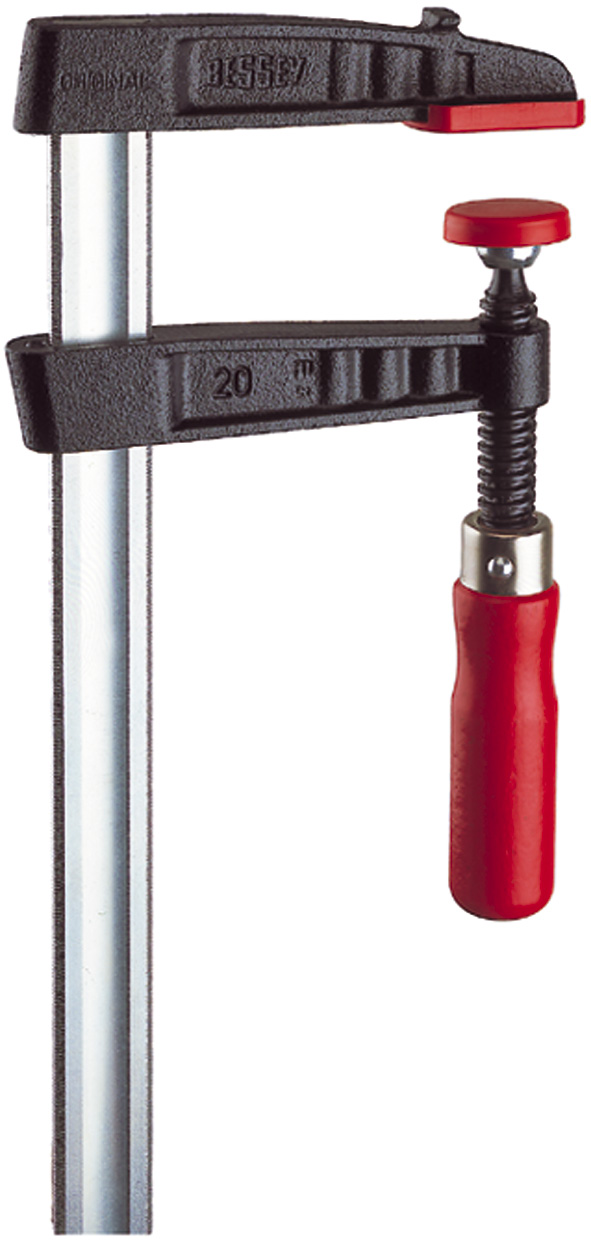
Bessey Temperguss-Schraubzwinge

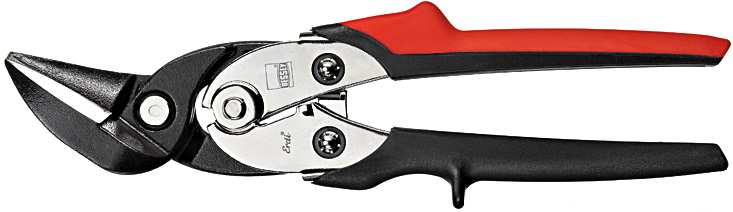
Bessey Erdi Hebelübersetzte Handblechschere

Im Jahr 1889 gründete Max Bessey eine Blankstahlzieherei im Stuttgarter Ortsteil Obertürkheim. Das Unternehmen wurde nach seinem Tod durch seinen Neffen Karl Bessey weitergeführt und 1926 von Eugen Mayer übernommen, welcher das Produktionsprogramm im Abmessungs- und Qualitätsbereich maßgeblich ausbaute. Im Jahr 1936 ließ Mayer eine neuartige Temperguss-Schraubzwinge patentieren und begann zusätzlich mit der Fertigung von Spannwerkzeugen. Kriegsbedingt wurde 1944 ein Zweigwerk in Bietigheim errichtet. 1952 erfolgte die Patenterteilung für eine vergütete Ganzstahl-Schraubzwinge.
Der Firmenhauptsitz befindet sich in Bietigheim-Bissingen. Auf dem 50.000 m² großen Firmengelände ist die Verwaltung, die Blankstahlfertigung, das Labor, der Vertrieb und die Stahllogistik konzentriert. Entwicklung, Fertigung, Lager und der Versand von Spann- und Schneidwerkzeugen befinden sich rund vier Kilometer nördlich des Hauptwerks in den Werkshallen der historischen ehemaligen Kammgarnspinnerei Bietigheim.
Bessey Tool ist das Stammunternehmen der Bessey-Gruppe bestehend aus der Bessey Tool GmbH & Co. KG und der Bessey Präzisionsstahl GmbH mit insgesamt mehr als 300 Mitarbeitern in zwei deutschen Produktionsgesellschaften sowie der Vertriebsgesellschaften Bessey Tools in Nordamerika. 
Zu den Produkten gehören die Bessey Temperguss-Schraubzwinge, die seit 1936 hergestellt wird, die 1952 patentierte Bessey Ganzstahl-Schraubzwinge sowie Erdi Blechscheren. Die Bessey Präzisionsstahl GmbH zieht hochpräzisen Blankstahl im spanlosen Kaltformgebungs-Verfahren.